# Elaine Breeden
Elaine Breeden (Lexington, Estados Unidos), 18 de noviembre de 1988) es una nadadora especialista en estilo mariposa. Fue olímpica en los Juegos Olímpicos de Pekín 2008 donde consiguió la medalla de plata en la prueba de 4x100 metros estilos tras nadar las series eliminatorias.
Durante el Campeonato Mundial de Natación en Piscina Corta de 2006 celebrado en Shanghái (China), ganó la medalla de plata en el relevo de 4x100 metros estilos, tras haber participado en las series eliminatorias.

## Palmarés internacional
| Juegos Olímpicos                                | Juegos Olímpicos  | Juegos Olímpicos | Juegos Olímpicos |
| Año                                             | Lugar             | Medalla          | Prueba           |
| ----------------------------------------------- | ----------------- | ---------------- | ---------------- |
| 2008                                            | Pekín ( China)    | Medalla de plata | 4x100 m estilos  |
| Campeonato Mundial de Natación en Piscina Corta |                   |                  |                  |
| 2006                                            | Shanghái ( China) | Medalla de plata | 4x100 m estilos  |